# Scarlatti - Il thriller
Scarlatti - Il thriller (Lady in White) è un film del 1988 diretto da Frank LaLoggia.

## Trama
Frankie Scarlatti, ragazzino di origine italiana, residente nella provincia americana degli anni '60, rientrato di corsa nello spogliatoio della scuola, dopo la festa di Halloween, per riprendere il berretto di lana dimenticato, vi rimane chiuso per uno scherzo dei compagni e vi passa la notte impaurito e tremante, mentre i familiari in ansia lo cercano disperatamente con l'aiuto della polizia. Con la complicità del buio e della paura, l'ipersensibile Frankie rievoca, fra realtà e allucinazione, una lunga storia da incubo. Aggredito, infatti, da uno sconosciuto penetrato nella notte nello spogliatoio per cercare qualcosa all'imboccatura di un tombino, e subito fuggito alle sue grida, il piccolo Frankie "vede", per un'inedita specie di telepatia, la parvenza labile di Melissa, una bambina assassinata in circostanze misteriose dieci anni prima, vagare leggera e inquieta alla ricerca dello spirito della madre, la "dama bianca" suicida per disperazione, con la quale non potrà ricongiungersi finché l'assassino non verrà catturato. Ritrovato dai suoi, Frankie è ripreso dalle sue allucinazioni telepatiche e determinato ad aiutare la piccola Melissa. Gli capita così di trovarsi presso un edificio fatiscente, abitato da un'anziana pianista folle e di "vederne" uscire, ondeggiante e impalpabile, la parvenza dolente della "dama bianca", seguendo la quale giunge all'orlo di uno scoscendimento a precipizio sul mare, proprio sul punto dove dieci anni prima si era realmente consumato il delitto. Grazie alla sensibilità paranormale di cui Frankie si trova a essere dotato, ma anche per il suo straordinario intuito investigativo, l'assassino verrà smascherato, e gli spiriti placati di Melissa e della "dama bianca" potranno librarsi nel cielo, finalmente ricongiunti.